# Rio Cotorca
O Rio Cotorca é um rio da Romênia, afluente do Ialomiţa, localizado no distrito de Buzău e Ialomiţa.